# Veronica Angeloni
Veronica Angeloni (Massa, 6 luglio 1986) è un'ex pallavolista italiana, nel ruolo di schiacciatrice.

## Biografia
Nata da madre sudamericana, nel 2022 ha ottenuto la doppia cittadinanza argentina.
Ha fatto un'apparizione durante il Festival di Sanremo 2014, chiamata ad annunciare il 19 febbraio la canzone di Riccardo Sinigallia rimasta in competizione, Prima di andare via. Nel 2017 ha partecipato alla seconda edizione del Grande Fratello VIP, venendo eliminata nel corso della settima puntata.

## Carriera
Inizia a giocare a pallavolo all'età di 8 anni. Quattro anni dopo, nel 1998 entra a far parte della sua prima squadra di club, la Carrarese, in Serie C, dove resta per tre stagioni. Dal 2001 al 2004 disputa il campionato di Serie B1 con il Club Italia.
Nella stagione 2004-05 fa il suo debutto nella massima serie ingaggiata dal Chieri, con il quale vince una Top Teams Cup e guadagnandosi a termine campionato il premio come migliore giovane della Serie A1.
Nella stagione successiva passa nelle file dell'Asystel di Novara, vincendo una Supercoppa italiana e nuovamente la Top Teams Cup: a fine campionato ottiene le prime convocazioni in nazionale ad opera di Marco Bonitta, partecipando ad alcuni tornei minori.
Nell'annata 2006-07 torna a Chieri, ma nel marzo 2007 viene ceduta al Vicenza.
Dopo una stagione nel Forlì, nell'annata 2008-09 viene acquistata dalla Sirio Perugia, con la quale ottiene un terzo posto in Champions League. Nell'estate 2009 ottiene nuovamente la convocazione in nazionale vincendo la medaglia d'oro alla XXV Universiade.
Nella stagione 2009-10 passa al neopromosso River di Piacenza, dove resta fino al gennaio 2010 quando fa ritorno alle perugine della Sirio: alla fine della stagione 2010-2011, a causa del fallimento della società umbra, viene ingaggiata dalla Spes Conegliano, ma anche questo club a metà annata va incontro alla bancarotta, sicché nel gennaio 2012 si trasferisce alla squadra russa del Zareč'e Odincovo con cui resta per le successive due stagioni.
Per il campionato 2013-14 torna in Italia, vestendo la maglia dell'IHF di Frosinone, mentre in quella successiva fa ritorno alle piacentine del River, sempre in Serie A1, con cui vince la Supercoppa italiana.
Nella stagione 2015-16 va a giocare in Francia per il Saint-Raphaël, in Ligue A, con cui si aggiudica lo scudetto: a metà dell'annata 2016-17, dopo avere vinto la Supercoppa 2016, lascia la Costa Azzurra per approdare nella Proliga indonesiana con il Gresik Petrokimia, nelle cui file disputa il campionato 2017.
Ritorna in campo nel marzo 2018 per concludere la stagione 2017-18 con il Pesaro, in Serie A1. Nell'annata successiva si accasa al Marsala, in Serie A2, per poi tornare a disputare la massima serie italiana nell'annata 2019-20 con la neopromossa Wealth Planet Perugia. Dalla stagione 2021-22 difende i colori della Savino Del Bene, sempre in Serie A1, con cui vince la Challenge Cup e, nella successiva, la Coppa CEV. Al termine della stagione 2022-23 si ritira dall'attività agonistica.

## Palmarès

### Club
- Campionato francese: 1

2015-16
- Supercoppa italiana: 2

2005, 2014
- Supercoppa francese: 1

2016
- Top Teams Cup/Coppa CEV: 3

2004-05, 2005-06, 2022-23
- Challenge Cup: 1

2021-22

### Nazionale (competizioni minori)
- Campionato europeo under 19 2004
- Trofeo Valle d'Aosta 2006
- Montreux Volley Masters 2009
- Universiade 2009

### Individuale
- 2003 - Campionato europeo under 18 2003: Miglior attaccante